# Isodaite
Isodaite (in greco antico: Ἰσοδαίτης?, Isodáites, "colei che distribuisce parti uguali") era, secondo la definizione di Arpocrazione, un "daimon" di origine non greca (si suppone frigia o trace) "in onore della quale le donne di bassa estrazione, in particolare quelle che non eccellevano in virtù, compivano riti misterici". Esichio, invece, afferma che "secondo alcuni è [un nome di] Plutone, secondo altri è un figlio di Plutone".
Il nome Isodaite è attestato anche come epiteto di Dioniso (in particolare del Dioniso Zagreo trace) quindi è possibile che in realtà Isodaite non fosse una vera e propria divinità a sé stante, ma un particolare culto di Dioniso con alcune caratteristiche accentuate rispetto ad altre: una di queste caratteristiche potrebbe essere la promiscuità dei tiasi, scandalosa per la morale dell'epoca.
Negli anni 340 a.C. o poco dopo, a seconda delle ipotesi, l'etera Frine fu processata ad Atene coll'accusa di empietà (in greco antico: ἀσέβεια?, asébeia): tra i capi d'accusa c'era, secondo un trattato anonimo intitolato Τέχνη τοῦ πολιτικοῦ λόγου (I, 390 Spengel = Anonymus Seguerianus 215 = Eutia, fr. 2 Sauppe), l'introduzione di una nuova divinità, identificabile con Isodaite grazie a un frammento (fr. 177 Jensen) della Per Frine di Iperide, colui che durante il processo difese con successo Frine.